# Тростинский сельсовет (Хотимский район)
Тростинский сельсовет — административно-территориальная единица на территории Хотимского района Могилёвской области Белоруссии.

## Географическое положение
Сельсовет находится в северной части Хотимского района, граничит с Забелышинским, Чернявским сельсоветами.
Административный центр — деревня Тростино — находится на расстоянии — 12 км от Хотимска.

## Социальная сфера
На территории сельсовета расположены: средняя школа, детский сад, фельдшерско-акушерский пункт, Дом культуры, сельский клуб, 2 библиотеки, отделение связи, комплексно-приемный пункт.

## Известные земляки
Надежда Андреевна Ермакова (род. 19 апреля 1953, деревня Розальмово) — белорусский государственный деятель, председатель правления Национального банка Республики Беларусь с 27 июля 2011 года.

## Состав
Тростинский сельсовет включает 17 населённых пунктов:
- Беседский Прудок — деревня.
- Бруевка — деревня.
- Будочка — деревня.
- Василевка-1 — деревня.
- Василевка-2 — деревня.
- Дружба — деревня.
- Круглый — посёлок.
- Марковка — деревня.
- Молуновка — деревня.
- Озеровка — деревня.
- Ольшов-2 — деревня.
- Пограничник — посёлок.
- Подлесная — деревня.
- Розальмово — деревня.
- Тростино — деревня.
- Шелодоновка — деревня.
- Яновка — деревня.

Упразднённые населённые пункты на территории сельсовета:
- Михайловка — деревня.
- Ранняя Зорька — деревня.